# Marc-Édouard Nabe
Marc-Édouard Nabe, cuyo verdadero nombre es Alain Zannini, es un escritor francés que nació en Marsella el 27 de diciembre de 1958. 
Autor de quince ensayos, ocho novelas, cuatro tomos de diarios íntimos y de dos recopilaciones de cuentos y poemas, publica también numerosos textos en revistas como L'Infini y L'Idiot international. En 1997, fue redactor jefe del mensual L'Éternité (dos números publicados), y en 2003 del mensual La Vérité (cuatro números publicados). En 2015, publica dos números de la revista Patience de la cual es el único redactor.
Desde 2010, Marc-Édouard Nabe autoedita sus libros (método que él llama « antiedición »), recuperando así los derechos sobre veintidós de sus libros.
También es pintor y guitarrista rítmico de jazz junto a su padre Marcel Zanini. Marc-Édouard Nabe se autodefine como "anarquista místico".

## Biografía

### Primeros años y juventud
Marc-Édouard Nabe es hijo del músico de jazz italo-griego-turco Marcel Zanini y de Suzanne Zannini por la cual es bisnieto de Gustave Fayet (mecenas de Gauguin y de Odilon Redon). Es bautizado católico el 8 de febrero de 1959 y crece en un barrio popular de Marsella (Le Racati). De niño estudia el piano y acompaña la orquesta de su padre en numerosos viajes (incluso a África), cruzando a Jacques Brel y Achille Zavatta. En 1969, su familia se instala en Boulogne-Billancourt, cerca de París. Poco tiempo después, la canción «Tu veux ou tu veux pas» aporta la fama a Marcel Zanini. Por medio de su padre, Nabe frecuenta durante su juventud a grandes músicos del jazz, pero también pintores, escritores como Jean-Jacques Schuhl, y los periodistas y dibujantes de las revistas satíricas Hara-Kiri y Charlie Hebdo como Siné.
El pseudónimo de Nabe aparece durante su adolescencia (1973). «Nabe» es un diminutivo de «nabot» (en español, retaco o enano), al cual añade «Marc-Édouard» que son sus otros dos nombres.
A los 16 años, el 23 de enero de 1975, Nabe publica un dibujo en portada del diario Libération. También participa en varias entregas de Hara-Kiri con dibujos en color.
En 1976, Nabe participa en la grabación de un disco de su padre junto a Sam Woodyard y Milt Buckner, en el cual toca la guitarra rítmica en un tema cuyo título fue durante tiempo el previsto para su primer libro Au Régal des vermines antes de convertirse en el título del primer tomo de su diario íntimo: Nabe's Dream.
En 1980, Nabe conoce a Hélène Hottiaux con quien en 1990 tendrá un hijo, Alexandre.

### Au régal des vermines
Su primer libro, Au Régal des vermines, es publicado el 25 de enero de 1985 por el editor Bernard Barrault. En el entorno literario francés, esta obra recibe una acogida contrastada. Nabe revela su admiración por autores como Louis-Ferdinand Céline, André Suarès, Lucien Rebatet o Léon Bloy. El bloyismo de Nabe es reconocido por el universitario Pierre Glaudes pero contestado por el crítico Juan Asensio. En el libro, Nabe aborda entre otras cosas, los temas del jazz, la homosexualidad, los padres, la mujer, el encuentro amoroso, los judíos y el racismo.
El libro crea la polémica y después del programa televisivo de Bernard Pivot, Apostrophes, al cual había sido invitado Marc-Édouard Nabe, el periodista Georges-Marc Benamou se introduce en el plató y le propina varios puñetazos en la cara a Nabe. La Liga internacional contra el racismo y el antisemitismo (LICRA) pide a Nabe y a su editor que suprima las frases del libro que considera como «incitación al odio racial». La defensa jurídica de Nabe está a cargo del reconocido abogado Thierry Lévy. La LICRA pierde el pleito. Durante el programa televisivo, Nabe mantuvo declaraciones provocadoras contra la organización antirracista: «La Licra, ¿sabeis lo que es? Son gente que utiliza la montaña de cadáveres de Auschwitz como abono para hacer fructificar su fortuna».
Su segundo libro, Zigzags (1986), es una recopilación de textos de géneros diversos (ensayos, cuentos, poemas en prosa, etc.). El mismo año publica un libro de jazz (L'âme de Billie Holiday) publicado en Denoël por Philippe Sollers, y también una recopilación de aforismos (Chacun mes goûts). Trabaja en su primera novela, Le Bonheur, que trata de una búsqueda moderna sobre la pintura del Renacimiento italiano. Escribe crónicas para el festival Nancy Jazz Pulsations.
Durante el bicentenario de la Revolución francesa, en protesta de las celebraciones organizadas, Nabe publica en 1989 La Marseillaise, texto sobre el tema epónimo del saxofonista de free jazz Albert Ayler.
Durante esa misma época, Nabe participa en la revista L'Idiot international de Jean-Edern Hallier. Nabe ataca con violencia personalidades como Élisabeth Badinter, Serge Gainsbourg o el abate Pierre. Este último texto crea un conflicto en el seno mismo de la redacción de L'Idiot: Hallier apoya a Nabe contra el resto de la redacción y publica un texto de apoyo en el siguiente número. En febrero de 1990, su última colaboración con ese periódico es «Rideau», un ataque contra el mundo mediático que será después editado en forma de libro por Éditions du Rocher. De septiembre a diciembre de 1991, escribe en L'Imbécile de Paris.

### DelDiario íntimoa los «folletos»
A partir de 1983, Marc-Édouard Nabe mantiene un diario íntimo cuyo primer tomo es publicado en 1991 por Éditions du Rocher. Dicho diario se acaba con el nacimiento de su hijo Alexandre en septiembre de 1990.
El 9 de mayo de 1988, Jean-Dominique Bauby le propone escribir un artículo sobre Charlie Parker coincidiendo con la salida de Bird, la película de Clint Eastwood.
Nabe publica en 1991 el relato de su estancia en Turquía a la búsqueda de sus raíces: Visage de Turc en pleurs. Va hasta Jerusalén para hacer su comunión. Escribe un libro sobre ese viaje: L'âge du Christ (tiene 33 años en el momento de ese viaje). La publicación de su Journal intime acarrea fuertes enemistades por parte de algunas personas que figuran en él. Nabe publica una novela sobre la esposa de Céline, Lucette, da una conferencia en el Institut catholique de Paris sobre Léon Bloy o, en un hotel de Túnez, sobre Bernanos.
En 1998, Nabe escribe una novela sobre el suicidio, Je suis mort.
Publica una recopilación de artículos (Oui et Non), de cuentos (K.-O. et autres contes), de poesías (Loin des fleurs) y de entrevistas (Coups d'épée dans l'eau). Paralelamente, colabora Paris-Match, en la revista literaria L'Infini, y en otras publicaciones.
En 2000, su amigo Stéphane Zagdanski lo pone en escena en la novela Pauvre de Gaulle!. Nabe contraataca escribiendo Mon meilleur ami, texto publicado en la revista de Philippe Sollers, L'Infini. El mismo año, la publicación del cuarto tomo de su Journal intime es muy mal recibida por varios críticos como Michel Polac o Albert Algoud·. Nabe se marcha durante siete meses a la isla de Patmos. A su vuelta publica Alain Zannini, novela empezada en la isla y construida, según las propias palabras del autor, en relación con el últimi libro del Nuevo Testamento.
El 7 de abril de 2001, Nabe quema su diario íntimo, justificándose de la siguiente forma:

He quemado mi diario por varias razones, confiesa Nabe. Técnicas : necesitaba completar este acto en la realidad para transformar la escritura diarista en escritura novelesca. Sentimentales : la publicación del diario había herido demasiado a mis amigos y, para ahorrarles otras heridas, he preferido sacrificarlo (después aún dirán que no tengo el sentido de la amistad !). Estéticas : la aparición en Internet de los blogueros contando su vida ha disminuido el interés que yo tenía en exponer la mía en las librerías. Por último, profesionales : en 2001, he sentido que el mundo de la edición iba a impedirme pronto de publicar mi Diario, lo cual no tardó en confirmarse : a penas Jean-Paul Bertrand había vendido las Éditions du Rocher en 2005 que los nuevos dueños me comunicaron que suprimían el tomo V previsto, sin darse cuenta de que ya lo había hecho yo ! Si tuviese hoy miles de páginas del Diario en reserva, nadie podría editarlas, y no sólo por razones jurídicas... No deja de ser una paradoja de nuestra época, en la que cualquiera puede publicar un libro, que para mi se haya convertido en imposible. Han deseado con tanta fuerza que pare de escribir que al final lo han conseguido. Para sobrevivir, estoy obligado de vender los cuadros que he pintado durante mi vida...

Los atentados del 11 de septiembre de 2001 le inspiran un libro titulado Une lueur d'espoir.
Nabe publica un nuevo periódico, La Vérité, en el cual el terrorista Carlos escribe editoriales desde la cárcel. Los artículos de La Vérité son recopilados en el libro J'enfonce le clou.
En 2003, después de haber lanzado un llamamiento para que todos los artistas franceses le acompañen, Nabe se va a Bagdad para protestar contra la guerra de Irak que empieza. A la vuelta de ese viaje, escribe Printemps de feu, que será muy mal recibido por ciertos críticos en Francia, pero alabado por otros en Oriente Medio.
Veinte años después de la publicación de su primer libro, Au Régal des vermines es reeditado por la editorial Le Dilettante con un prefacio inédito titulado « Le Vingt-septième Livre». Poniendo en paralelo su destino y su fracaso editorial con el éxito de Michel Houellebecq que conoció como vecino en la Rue de la Convention, anuncia su intención de poner fin a su carrera de escritor.
En octubre de 2006 se publica en la editorial Léo Scheer una recopilación de Morceaux choisis, 500 páginas de extractos seleccionados a través de toda la obra de Nabe por el propio autor y por Angie David. Los extractos están repartidos en 26 temáticas bajo la forma de un abecedario.
Desde su pleito con las Éditions du Rocher hasta enero del 2009, Nabe se exprime mediante carteles sobre temas de la actualidad (la elección de Obama, el despido de Siné del periódico Charlie Hebdo, etc.), distribuidos gratuitamente y disponibles en su sitio oficial. El equipo que imprime y pega los carteles por las calles de París permanece en el anonimato.
En septiembre de 2009, Nabe aparece con Philippe Vuillemin en el documental Choron, dernière de Pierre Carles, para evocar sus recuerdos del pour Professeur Choron y para dar su opinión sobre el cambio en la línea editorial del periódico satírico Charlie Hebdo desde que está dirigido por Philippe Val.

### La antiedición

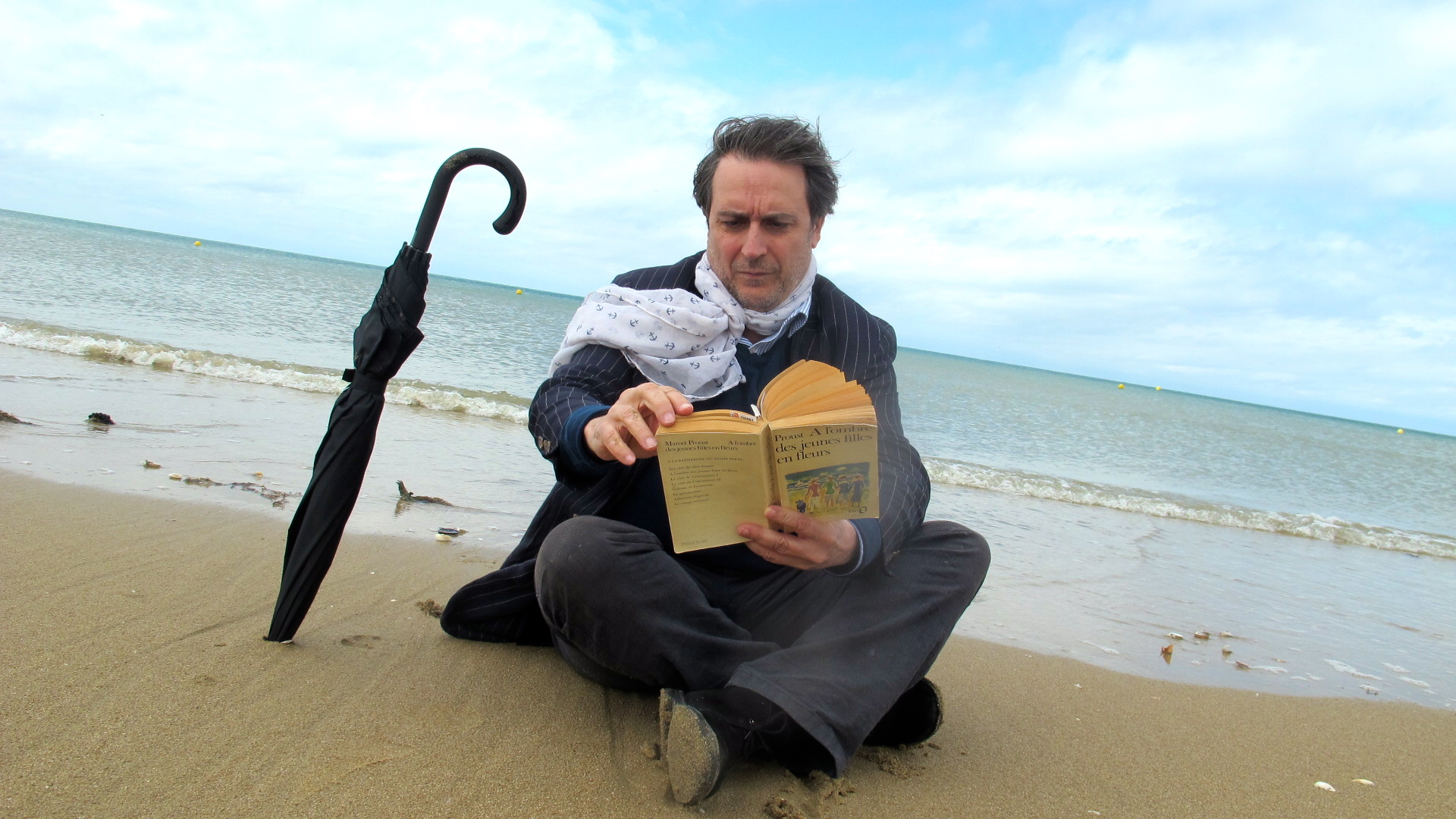
Marc-Édouard Nabe en 2015 en la playa de Cabourg leyendo Proust.

Marc-Édouard Nabe abre en 2010 su plataforma internet dedicada a la autoedición, término que rechaza prefiriendo el de «antiedición». Tras el pleito que interpuso a Éditions du Rocher, consigue recuperar los derechos de autor de 22 de sus libros (sobre 27 publicados hasta entonces), libros que tiene la intención de reeditar: 

en lugar de percibir mis miserables 10 % de derechos de autor, a partir de ahora, cobraré el 70 %.

El 14 de enero de 2010, sale a la venta L'Homme qui arrêta d'écrire (en español, El hombre que paró de escribir), primer libro de Nabe autopublicado. Se trata de una novela de 694 páginas que cuenta la vida posible del autor si hubiese parado de escribir: una larga travesía de París y de la sociedad contemporánea.
Ese libro consigue entrar en la tercera y última selección del prix Renaudot, que será finalmente atribuido Virginie Despentes por su Apocalypse bébé publicado por Grasset.
El 7 de octubre de 2011, Nabe publica L'Enculé (El Enculado), la primera novela sobre el escándalo sexual de Dominique Strauss-Kahn.
El 17 de mayo de 2012, Nabe reedita su primer libro Au Régal des Vermines, agotado desde 2006.
El 30 de agosto de 2012, Lucette es reeditado en la colección de bolsillo Folio de la editorial Gallimard, pero el copyright pertenece à Nabe ya que Gallimard le devolvió los derechos). Esta reedición coincide con el centenario de Lucette Destouches, mujer de Louis-Ferdinand Céline.
El 3 de diciembre de 2014, Nabe publica la primera entrega de la revista Patience, cuya tirada es de 2000 ejemplares. La revista trata del terrorismo del Estado islámico y está ilustrada con numerosas fotografías de ejecuciones sangrientas y por fotos de mujeres desnudas tomadas por Hervé Gourdel. La portada es un fotomontaje polémico que pone en escena a Marc-Édouard Nabe, Alain Soral y Dieudonné. Nabe, que trabaja desde hace tres años sobre un libro de 2000 páginas destinado a destruir las tesis conspiracionistas, publica esta revista 

para hacer esperar a mis admiradores y hacer rabiar a mis detractores, o al revés.

El 20 de agosto de 2015, Nabe publica el n.º 2 de Patience donde analiza los atentados islamistas de enero de 2015 en París y critica la evolución de la línea editorial de Charlie Hebdo. En portada, Adolf Hitler con un cartel "Je suis Charlie".
El 8 de mayo de 2017, publica Les Porcs, un libro de 1000 páginas en el que critica el complotismo.
En diciembre de 2017, publica la tercera entrega de la revista Patience donde relata sus dos viajes a Israel y Auschwitz.
En marzo de 2019, Nabe publica Aux Rats des pâquerettes donde critica la falta de conciencia revolucionaria de los chalecos amarillos.

## Polémicas
Los escritos de Nabe, cuyo tono es decididamente provocador y agresivo, han suscitado un gran número de polémicas. Tras la publicación de su primer libro Au régal des vermines en 1985, fue acusado públicamente de antisemitismo y físicamente agredido por el periodista Georges-Marc Benamou después de su intervención en el programa Apostrophes.
El 18 de octubre de 2006, durante el programa de Laurent Ruquier On a tout essayé al que Nabe es invitado con motivo de la publicación de Morceaux choisis, el tertuliano Gérard Miller lee extractos de Au régal des vermines,. Nabe decide entonces abandonar el plató después de haberse quejado del tratamiento que reciben los escritores en televisión, y recibe silbidos y aplausos mezclados por parte del público asistente al programa. El webmaster del sitio de sus lectores, tras la numerosas reacciones de los lectores, publica en Internet una respuesta donde compara los extractos denunciados por Miller con lo que realmente ha escrito Nabe.
Marc-Édouard Nabe es el padrino de Diego, nacido en 1999, hijo del periodista de televisión  Frédéric Taddeï, presentador del programa Paris Dernière, en la cual Nabe ha defendido la legitimidad de las orientaciones de Osama bin Laden, que según él son de legítima defensa : Bin Laden « tan solo quiere castigar a los malvados que se permiten masacrar las tierras de los musulmanes — que son sus hermanos — y que se comportan como cerdos en todo el planeta desde hace cientos de años».
En marzo de 2010, Nabe toma posición en favor de Claude Lanzmann en la polémica que le opone a Yannick Haenel acerca de la novela Jan Karski.
El 2 de marzo de 2012, Nabe da una conferencia en Lille junto al islamista y universitario  Tariq Ramadan sobre las revoluciones árabes. La conferencia es prohibida en el último momento por el ayuntamiento de Lille, pero tuvo lugar en otra sala a pesar de todo.
El 26 de marzo del mismo año, el sitio Oumma.com publica una videoentrevista de Nabe en la que declara la guerra a las teorías de conspiracións.
Aprovechando su exposición de cuadros en julio de 2013, Nabe escribe un gran cartel insultando a la población de Aix-en-Provence ("Todo París se ríe en vuestra cara, banda de paletos!"), que provoca el escándalo en la ciudad. Un flyer del texto es editado y distribuido a 4000 ejemplares.
El 10 de enero de 2014, Marc-Edouard Nabe, tildado de «cerebro enfermo» por el periodista Patrick Cohen, es invitado por Frédéric Taddeï al programa Ce soir (ou jamais !), aparte de los otros invitados, para dar su opinión sobre la prohibición del espectáculo del humorista Dieudonné pedida por el ministro del interior Manuel Valls;  Nabe se opone de forma tajante a Dieudonné y Alain Soral a los que considera como conspiracionistas, sin embargo lamenta la prohibición del espectáculo de Dieudonné que es un atropello a la libertad de expresión.
Tras haber tomado conocimiento en otoño de 2013 de los videos insultantes de su antiguo amigo Stéphane Zagdanski contra Philippe Sollers dos episodios están dedicados a Marc-Edouard Nabe· en los cuales su familia (padre, madre, hijo, etc.) son difamados mediante imágenes de archivo robadas y comentadas por Zagdanski, Nabe escribe y publica para la revista de Sollers L'Infini n°126·, la secuela del retrato « Mon meilleur ami» ("Mi mejor amigo") publicado en verano del 2000, tomando dicho retrato la forma de una novela de 33 páginas titulada: « L'Eunuque Raide». Las reacciones no se hacen esperar: Jérôme Dupuis saluda en L'Express la « sorpresa» del regreso de Nabe en L'Infini, y un Tumblr es consagrado a L'Eunuque raide.
El grupo terrorista Estado Islámico, en el número 7 de su órgano de prensa Dar Al Islam publicó largos extractos de la revista Patience. La web de los lectores de Nabe felicitó al Estado Islámico : « De su propia iniciativa, los "bárbaros" han hecho prueba no solo de una gran clarividencia publicando lo que dice Nabe sobre Daesh sino también de un gran profesionalismo periodístico como nadie en "Occidente" es ya capaz ». Evocando un « gesto de justicia » hacia « el mejor escritor francés », la web subraya « el cuidadoso respeto » del Estado Islámico a través de su órgano de prensa.
Marc-Édouard Nabe también declaró en un vídeo colgado en Youtube sobre el atentado del 13 de noviembre de 2015 en París en la sala Bataclan que causó 90 muertos : « Lo que pasó es tan natural, Francia es tan repugnante, que es evidente que hay tíos que la quieren castigar ! [...] [En el comunicado de reivindicación de los atentados dijeron] los idolatras reunidos en una fiesta de la perversión... ¿ quién ha definido mejor un concierto de rock ? Las fiestas de la perversión... Es extraordinario... extraordinario. [...] ». Más lejos en el vídeo, Nabe precisa « El lado burlesco... Hay algo divertido en todo esto ! Es tragicamente cómico ! Los tíos escuchando un concierto de rock, los disparos se mezclan a la batería, al bajo... el rockero jilipollas no se lo puede creer... meterse en un concierto y cargarse a todo el mundo, es gigantesco ».

## Obra

### Ensayos
- Au régal des vermines, Barrault, 1985 ISBN 2-7360-0018-8 (extraits ici)
  - reed. Le Dilettante, precedió a Vingt-Septième Livre, 2006 ISBN 2-84263-119-6
  - reed. Marc-Édouard Nabe (autoedición), 2012 ISBN 978-2-9534879-2-3
- Zigzags, Barrault, 1986 ISBN 2-7360-0040-4
- Chacun mes goûts, Le Dilettante, 1986 ISBN 2-905344-09-1
- L'Âme de Billie Holiday, Denoël, 1986 ISBN 2-207-23260-3
  - reed. La Table Ronde, 2007 ISBN 978-2-7103-2955-8
- La Marseillaise, Le Dilettante, 1989 ISBN 2-905344-32-6
- Rideau, Le Rocher, 1992 ISBN 2 268 01311 1
- Petits riens sur presque tout, Le Rocher, 1992 ISBN 2 268 01399 5
- L'Âge du Christ, Le Rocher, 1992 ISBN 2 268 01398 7
- Nuage, Le Dilettante, 1993 ISBN 2-905344-68-7
- Oui, Le Rocher, 1998 ISBN 2 268 03127 6
- Non, Le Rocher, 1998 ISBN 2 268 03125 X
- Coups d'épée dans l'eau, Le Rocher, 1999 ISBN 2 268 02622 1
- Une lueur d'espoir, Le Rocher, 2001 ISBN 2 268 04212 X
- J'enfonce le clou, Le Rocher, 2004 ISBN 2 268 05255 9
- Le Vingt-Septième Livre, Le Dilettante, 2009 ISBN 2842631684
- Les Porcs, tomo 1, 2017
- Aux Rats des pâquerettes, libro sobre los chalecos amarillos, 2019

### Novelas
- Le Bonheur, Denoël, 1988 ISBN 2-207-23406-1
- Visage de Turc en pleurs, Gallimard, 1992 ISBN 2-07-072773-4
- Lucette, Gallimard, 1995 ISBN 2-07-073934-1
  - rééd. Folio, 2012 ISBN 978-2-07-044882-1
- Je suis mort, Gallimard, 1998 ISBN 2-07-075207-0
- Alain Zannini, Le Rocher, 2002 ISBN 2 268 04420 3
- Printemps de feu, Le Rocher, 2003 ISBN 2 268 04771 7
- L'Homme qui arrêta d'écrire, chez l'auteur, 2010 ISBN 978-2-9534879-0-9
- L'Enculé, chez l'auteur, 2011 ISBN 978-2-9534879-1-6[40]·[41]

### Diarios íntimos
- I, Nabe's Dream, Le Rocher, 1992 ISBN 2 268 01102 X
- II, Tohu-Bohu, Le Rocher, 1993 ISBN 2 268 01548 3
- III, Inch'Allah, Le Rocher, 1996 ISBN 2 268 02297 8
- IV, Kamikaze, Le Rocher, 2000 ISBN 2 268 03418 6

### Cuentos
- K.-O. et autres contes, Le Rocher, 1999 ISBN 2 268 03033 4

### Poemas
- Loin des fleurs, Le Dilettante, 1998 ISBN 2-84263-018-1

### Estudio
- L'affaire Zannini (collectif), Le Rocher, 2003 ISBN 2 268 04596 X

### Antología
- Morceaux choisis, Léo Scheer, 2006 ISBN 2-7561-0031-5

### Prensa
- L'Éternité
- La Vérité
- Patience

### Folletos
- Zidane la racaille
- Les Pieds Blancs
- Et Littell niqua Angot
- Représente-toi
- La Bombe de Damoclès
- Le Ridicule tue
- Sauver Siné
- Enfin nègre!

Todos los folletos están en acceso libre en la web de los lectores de Marc-Édouard Nabe.

### Textos

#### Prefacios
- Prefacio a Gen Paul de Carlos A.Marca, Transédition, 1986 ISBN 2-8025-0015-5
- Prefacio a Petits riens et Presque tout de François Boisrond, ed. Fondation d'entreprise COPRIM, 1996
- Prefacio a Théâtre de Henry Bernstein, Le Rocher, 1997 ISBN 2268023788
- Prefacio a Dostoïevski de John Cowper Powys, trad. Guillaume Villeneuve, Bartillat, 2000 ISBN 284100242X

#### Programas de la cinemateca francesa
- « Le Klaxon du fanfaron», rétrospective Dino Risi, marzo–abril de 2003.
- « Le temps de voir et d'aimer Douglas Sirk», octubre-diciembre de 2005.
- « Le Cauchemar Duvivier», marzo-mayo de 2010.

## Pintura

### Ilustraciones
- Dibujos de humor (a los 16 años de edad) en la revista Hara Kiri, noviembre 1974, diciembre 1974, enero 1975, febrero 1975.[42]
- Portada de Libération, enero 1975[43]
- Portada del disco « On y est» de Marcel Zanini, 1978.[44]
- Dibujos y letrinas de Visage de Turc en pleurs  por Marc-Edouard Nabe (L’Infini, Gallimard, 1992).
- Caligrafías en Petits rien sur presque tout (éditions du Rocher, 1992)

### Portadas de libros
- Nabe’s Dream (ed. du Rocher, 1991)[45]
- L’Âge du Christ (ed. du Rocher, 1992)[46]
- Tohu Bohu (ed. du rocher, 1993)[47]
- Inch’Allah (ed. du rocher 1996)[48]
- Kamikaze (ed. du rocher, 2000)[49]
- L’Âme de Billie Holiday (ed. Table ronde, coll. Petite vermillon, 2007)[50]
- Lucette (ed. Gallimard, col. Folio, 2012)[51]

### Exposiciones
- « Nouvelles peintures», mayo de 1990, Maison du Médecin du Sénat, Jardin du Luxembourg, Paris VIe, 15 cuadros vendidos.
- « Turqueries», rue Keller, Paris IIIe, septiembre de 1992, 20 cuadros vendidos.
- « Portraits de jazzmen et d’écrivains», Saint-Sulpice, Paris VIe, febrero de 2007, 28 cuadros vendidos.
- « Les orients de Nabe», Office du tourisme du Liban, Paris VIIIe, marzo-abril de 2009, 32 cuadros vendidos.
- « Portraits», Cours Mirabeau, Aix-en-Provence, julio de 2013, 91 cuadros vendidos.

## Discografía
- Guitarra rítmica en los álbumes siguientes:
  - Marcel Zanini, Saint Germain des Prés (Frémaux & associés)
  - Marcel Zanini, Rive Gauche 1976-1985 (Frémaux & associés)
  - Marcel Zanini, Peu de choses (Frémaux & associés)
  - Marcel Zanini, Tu veux ou tu veux pas? (Frémaux & associés)
  - Les Primitifs du futur, Trop de routes, trop de trains (Frémaux & associés)
  - Les Primitifs du futur, World Musette (Harmonia Mundi)
- Letras:
  - La Dernière Rumba de Django. Texto de Marc-Edouard Nabe en el disco de Dominique Cravic et les Primitifs du futur, Tribal Musette (Universal Music Jazz).